# Maarten van der Weijden
Maarten van der Weijden (Alkmaar, 31 de març de 1981) és un exnedador neerlandès. Va guanyar una medalla d'or als Jocs Olímpics d'Estiu de 2008 en la disciplina d'aigües obertes: 10 km. També va ser campió mundial d'aigües obertes el 2008 i va guanyar alguns títols nacionals en piscina coberta.
Van der Weijden va començar la carrera des de jove, però el 2001 va haver de deixar-la alguns anys a causa de leucèmia. Després de dos anys va poder continuar la carrera. Per recollir diners per l'associació per la lluita contra el càncer va travessar l'IJsselmeer. Va recollir 20.000 euros.
El 16 de desembre del 2008 va anunciar la fi de la seva carrera. Al seu discurs va dir: «Ara que he pogut demostrar el que és possible després del càncer, he tancat un cicle». No volia ser esclau del seu rendiment. Continua treballant per la lluita contra el càncer.